# IC 5139
IC 5139 est une vaste galaxie lenticulaire barrée située dans la constellation du Poisson austral. Sa vitesse par rapport au fond diffus cosmologique est de 5 089 ± 31 km/s, ce qui correspond à une distance de Hubble de 75,1 ± 5,3 Mpc (∼245 millions d'al). Cette galaxie a été découverte par l'astronome américain Lewis Swift en 1897.
IC 5139 renferme également des régions d'hydrogène ionisé.
À ce jour, une mesure non basée sur le décalage vers le rouge (redshift) donne une distance d'environ 62,100 Mpc (∼203 millions d'al). Cette valeur est à l'extérieur des valeurs de la distance de Hubble. Notons cependant que c'est avec la valeur moyenne des mesures indépendantes, lorsqu'elles existent, que la base de données NASA/IPAC calcule le diamètre d'une galaxie et qu'en conséquence le diamètre d'IC 5139 pourrait être d'environ 74,7 kpc (∼244 000 al) si on utilisait la distance de Hubble pour le calculer.

## Groupe d'IC 5105
Selon A. M. Garcia, IC 5139 fait partie du groupe d'IC 5105. Ce groupe de galaxies renferme au moins 19 membres. Les autres galaxies du groupe sont NGC 7057, NGC 7060, NGC 7072, NGC 7075, NGC 7087, NGC 7110, NGC 7130, IC 5105, IC 5105A, IC 5128, et huit galaxies du catalogue ESO.